# Sebastian Bachmann
Sebastian Bachmann (Bad Mergentheim, 1986. november 24. –) Európa-bajnok, világbajnoki ezüstérmes, olimpiai bronzérmes német tőrvívó.